# Boita
Pour l’article ayant un titre homophone, voir Boița.

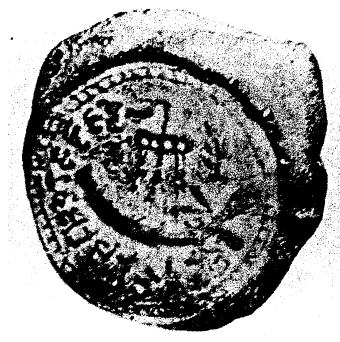
Sceau en terre cuite d'Odisha représentant une boita entre 100 et 400 apr. J.-C.

Les boitas (Odia : ବୋଇତ) ou voita étaient de grands bateaux commerciaux construits dans l'ancien royaume de Kalinga à l'est de l'Inde, à la fin de l'Antiquité. 
La façade maritime de cette région comprend la côte d'Odisha et présente de grands ports de commerce pour lesquels des boitas étaient utilisés pour le commerce avec le Sri Lanka, l'Asie du Sud-Est (principalement à destination de Java, Sumatra et Bali,) jusqu'en Afrique. 

## Construction
Les règles concernant la construction des navires étaient consignés dans le sanscrit Juktikalpataru. Ce dernier rapporte que le roi Bhoja construisit de nombreux navires avec du bois local sur le site archéologique de Golabai sur le lac Chilika. 

## Les représentations
Des terres cuites des sites archéologiques de Bangarh et de Chandraketugarh (400 à 100 apr. J.-C.) représentent des navires transportant du maïs en mer. Les navires ont un seul mât, équipé d'une voile carrée. La première représentation de navires à Odisha est une frise sculptée montrant deux navires, trouvés près du temple Brahmeswar à  Bhubaneswar, et conservés au musée d'État d'Odisha.    

## Bali Jatra

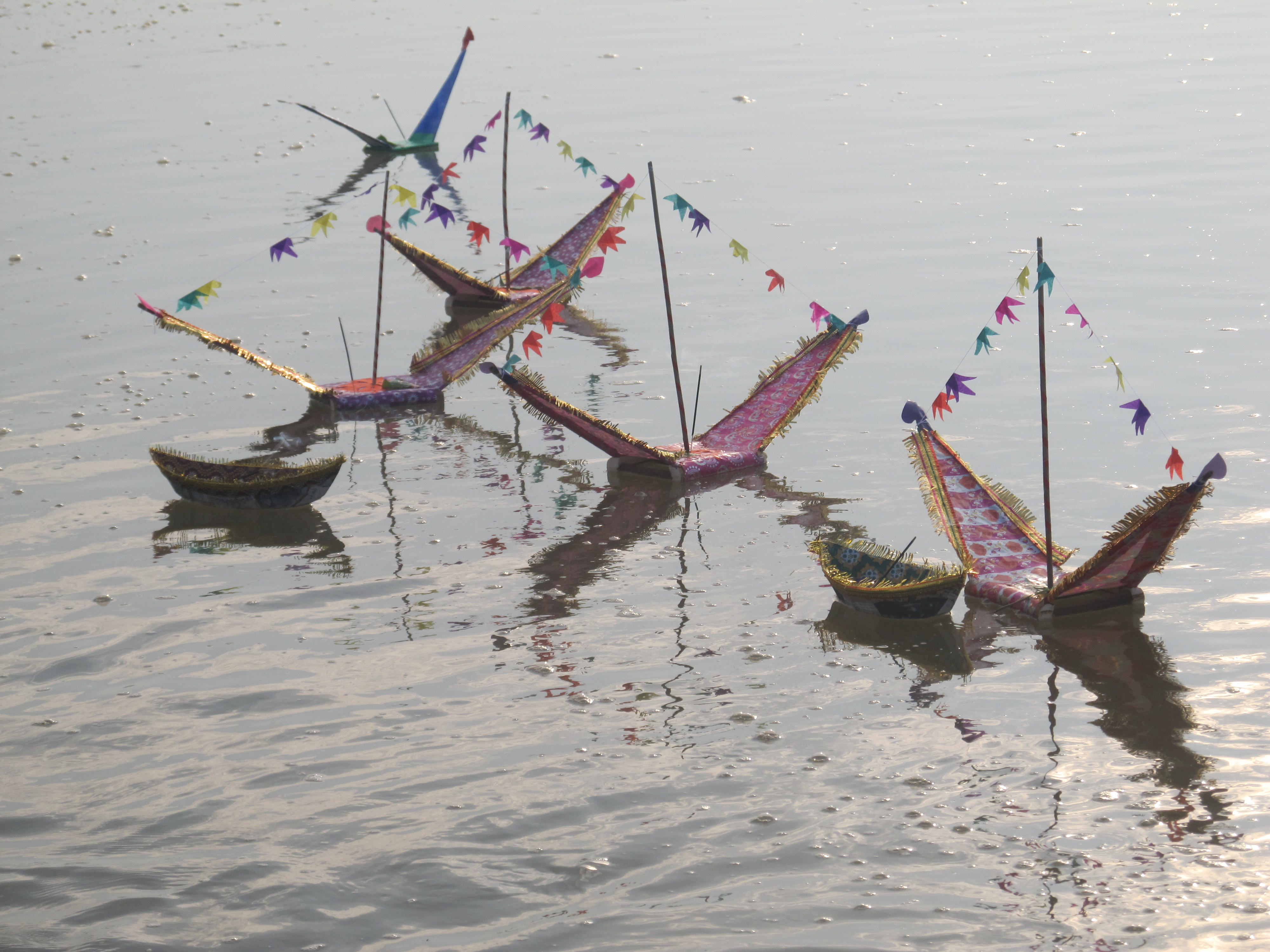
Boita miniature sur la rivière Brahmani River à l'occasion du rite Boita Bandana.

Les boitas miniatures sont aujourd'hui utilisés comme jouets pour enfants lors du festival Odia de Bali Jatra. Bali jatra signifie littéralement «Voyage à Bali » et célèbre l’ancienne tradition maritime et la connexion avec Bali. Au cours de la cérémonie, hommes, femmes et enfants vêtus de costumes traditionnels lancent de minuscules bateaux en pelures de banane, en papier ou des solapitha avec des lampes allumées à l'intérieur. Les femmes effectuent le rite de «Boita Bandana». Le festival est similaire au festival «Masakapan Ke Tukad» de Bali et au festival «Loi Krathong» de Thaïlande, qui impliquent tous deux la flottille rituelle de modèles de bateaux vers la même période de l'année.  